# Campionato italiano di ciclismo su strada 1942
Il Campionato italiano di ciclismo su strada 1942, trentatreesima edizione della corsa, si svolse  il 21 giugno 1942 su un percorso di 245,4 km. La vittoria fu appannaggio di Fausto Coppi, che completò il percorso in 6h53'39", precedendo Mario Ricci e Gino Bartali.

## Ordine d'arrivo (Top 10)
| Pos. | Corridore          | Squadra      | Tempo    |
| ---- | ------------------ | ------------ | -------- |
| 1    | Fausto Coppi       | Legnano      | 6h53'39" |
| 2    | Mario Ricci        | Legnano      | s.t.     |
| 3    | Gino Bartali       | Legnano      | 6'43"    |
| 4    | Cino Cinelli       | Bianchi      | 7'33"    |
| 5    | Glauco Servadei    | Bianchi      | s.t.     |
| 6    | Adolfo Leoni       | Bianchi      | s.t.     |
| 7    | Guerrino Tomasoni  | Indipendente | s.t.     |
| 8    | Severino Canavesi  | Gloria       | s.t.     |
| 9    | Marcello Spadolini | S.S. Lazio   | s.t.     |
| 10   | Fiorenzo Magni     | Bianchi      | s.t.     |